# 宝昌寺 (杉並区)
宝昌寺（ほうしょうじ）は、東京都杉並区にある曹洞宗の寺院。

## 概要
創建年代は不明である。当初は真言宗の寺院だったと推測され、その頃の旧本尊の大日如来像や板碑が残っている。
1594年（文禄3年）頃に、葉山宗朔によって中興され、その時に曹洞宗に転宗した。暴風や火災などの災害に度々遭っており、古記録を失ってしまっているため、特に真言宗時代の寺の状況が分からなくなっている。

## 境内
- 豊川稲荷社

明治時代末期に豊川稲荷から勧請したもので、ご利益があったことから、周辺地域に豊川稲荷信仰が広まるきっかけになったという。

## 交通アクセス
- 東京メトロ丸ノ内線南阿佐ケ谷駅より徒歩14分。
- 中野駅・東高円寺駅・新高円寺駅(中35・中36)・高円寺駅(高43)よりバス(関東バス)「杉並第二小学校」下車